# Bernissartia
Bernissartia (dedicado a Bernissart, localidad belga donde se encontraron sus restos) es un género extinto de crocodiliforme neosúquido de la familia Bernissartidae que vivió en el Cretácico Inferior. Era muy pequeño (unos 60 cm) y vivía entre el agua y la tierra. 
Presentaba dos tipos de dientes: los anteriores, más afilados, que probablemente se usarían para pescar, mientras que los posteriores, con una mayor superficie, serían usados para triturar crustáceos o similares y así poder comerlos.

## Distribución

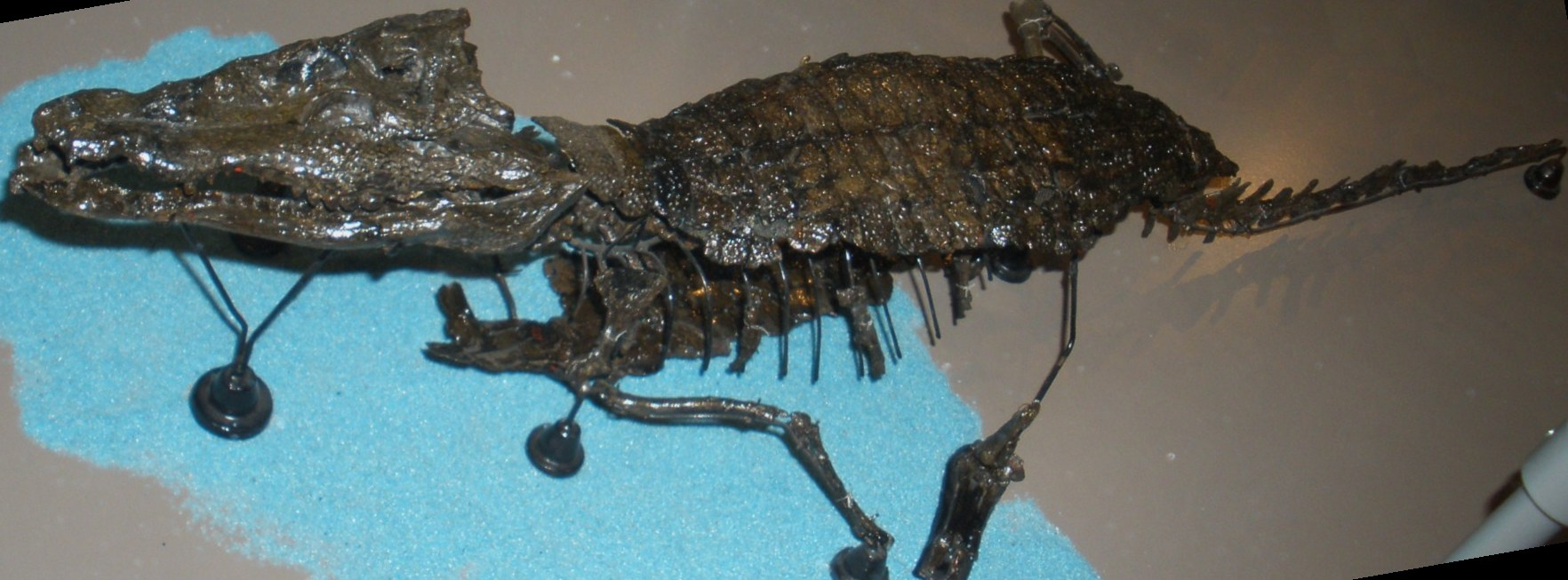
Holotipo de Bernissartia

Se han encontrado fósiles de este animal en Bélgica y en España, donde destacan los restos encontrados en Galve, localidad turolense famosa por su riqueza paleontológica.

## Filogenia
Según Larsson & Sues (2007)  y Sereno et al. (2003), Bernissartia no es, técnicamente, un auténtico cocodrilo moderno (Eusuchia), tal y como puede apreciarse en el siguiente cladograma:
|  | Dyrosauridae                                                 |
|  |                                                              |
|  | \| \| Sarcosuchus \| \| \| \| \| \| Terminonaris \| \| \| \| |
|  |                                                              |
|  | Sarcosuchus                                                  |
|  |                                                              |
|  | Terminonaris                                                 |
|  |                                                              |

|  | Sarcosuchus  |
|  |              |
|  | Terminonaris |
|  |              |

|  | Dyrosauridae                                                 |
|  |                                                              |
|  | \| \| Sarcosuchus \| \| \| \| \| \| Terminonaris \| \| \| \| |
|  |                                                              |
|  | Sarcosuchus                                                  |
|  |                                                              |
|  | Terminonaris                                                 |
|  |                                                              |

|  | Sarcosuchus  |
|  |              |
|  | Terminonaris |
|  |              |

|  | Goniopholididae                                           |
|  |                                                           |
|  | \| \| Bernissartia \| \| \| \| \| \| Eusuchia \| \| \| \| |
|  |                                                           |
|  | Bernissartia                                              |
|  |                                                           |
|  | Eusuchia                                                  |
|  |                                                           |

|  | Bernissartia |
|  |              |
|  | Eusuchia     |
|  |              |

|  | Dyrosauridae                                                 |
|  |                                                              |
|  | \| \| Sarcosuchus \| \| \| \| \| \| Terminonaris \| \| \| \| |
|  |                                                              |
|  | Sarcosuchus                                                  |
|  |                                                              |
|  | Terminonaris                                                 |
|  |                                                              |

|  | Sarcosuchus  |
|  |              |
|  | Terminonaris |
|  |              |

|  | Dyrosauridae                                                 |
|  |                                                              |
|  | \| \| Sarcosuchus \| \| \| \| \| \| Terminonaris \| \| \| \| |
|  |                                                              |
|  | Sarcosuchus                                                  |
|  |                                                              |
|  | Terminonaris                                                 |
|  |                                                              |

|  | Sarcosuchus  |
|  |              |
|  | Terminonaris |
|  |              |

|  | Goniopholididae                                           |
|  |                                                           |
|  | \| \| Bernissartia \| \| \| \| \| \| Eusuchia \| \| \| \| |
|  |                                                           |
|  | Bernissartia                                              |
|  |                                                           |
|  | Eusuchia                                                  |
|  |                                                           |

|  | Bernissartia |
|  |              |
|  | Eusuchia     |
|  |              |